# 乙酰丙酮铥
乙酰丙酮铥是一种配位化合物，化学式为Tm(C5H7O2)3，或简写为Tm(acac)3。它可由氢氧化铥和乙酰丙酮的乙醇溶液反应制得。它的一水合物在真空中不挥发。它的二水合物的乙腈溶液和5-[(4-氟亚苄基)氨基]-8-羟基喹啉（HL）的二氯甲烷溶液加热反应，可以得到配合物[Tm4(acac)6(L)6(μ3-OH)2]。

## 拓展阅读
- Gschneidner, K.A.; Bunzli, J.C.G.; Pecharsky, V.K. . ISSN. Elsevier Science. 2005  [2021-09-16]. ISBN 978-0-08-046102-1. （原始内容存档于2021-09-16）.
- 申成, 樊玉国, 刘国发, 王宇天, 吕品喆. 钆、铽、铒、铥的乙酰丙酮三水络合物的晶体结构和分子结构[J]. 高等学校化学学报, 1983, pp 100-105.